# Gut Rundhof

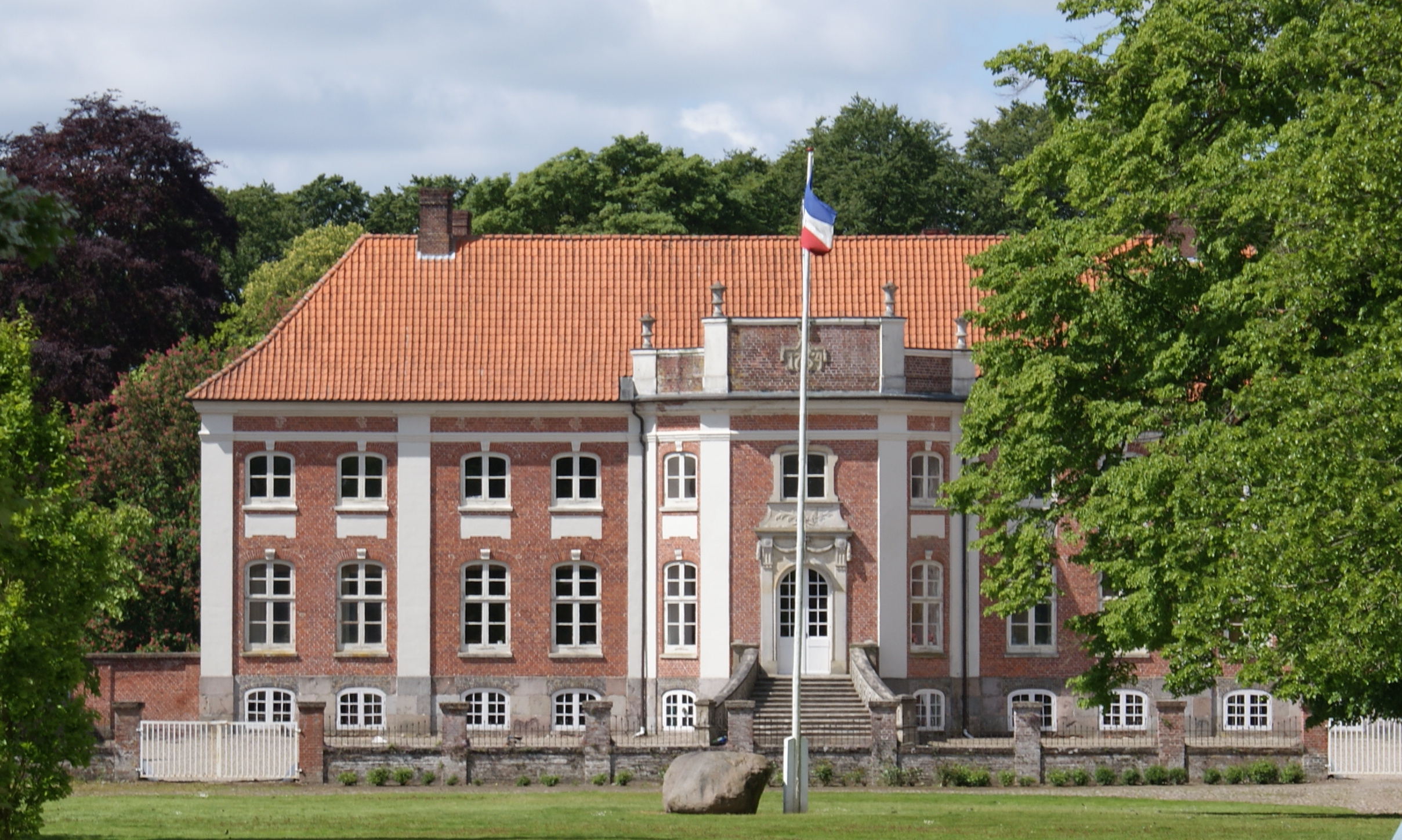
Das Herrenhaus auf Gut Rundhof

Das Gut Rundhof (dänisch: Rundtoft) liegt in der Gemeinde Stangheck in der Nähe von Gelting im nordöstlichen Schleswig-Holstein. Die Anlage ging aus einer Wasserburg des Mittelalters hervor. Das eigentliche Gut bildete sich am Ende des Mittelalters heraus, der heutige Baubestand mit dem barocken Herrenhaus stammt vorwiegend aus dem 18. und 19. Jahrhundert. Gut Rundhof befindet sich in Privatbesitz und ist nur begrenzt öffentlich zugänglich.

## Geschichtlicher Überblick
Rundhof (dänisch: Runtoft) wurde 1231 das erste Mal urkundlich im Erdbuch König Waldemars II. von Dänemark erwähnt. Der Ursprung des Guts war eine befestigte Wasserburg in königlichem Besitz, die im Laufe des 13. Jahrhunderts als Lehen an verschiedene jütische Heerführer übergeben wurde. Ab ungefähr 1400 wurde der Besitz unter Erich Krummediek in eine große Grundherrschaft umgewandelt. Nach der Eroberung Flensburgs 1431 durch Herzog  Adolf VIII. von Holstein im Dänisch-Hanseatischen Krieg (1426–1435) wurde die Burg Rundhof durch die Sieger abgebrochen und das Gut fiel in herzoglichen Besitz. 
Durch Verkauf kam es 1460 zunächst an die Familie von der Wisch und dann um 1500 an die Familie Sehestedt. 1557 erhielt Henneke von Rumohr, verstorben zu Ostern 1569, Angehöriger der uradeligen Adelsfamilie Rumohr, als Ehemann von Eybe Sehestedt nach einem Erbstreit das Gut zugesprochen. Seine Nachfahren bildeten aus der Grundherrschaft ein Adliges Gut und sind heute in der 16. Generation auf dem Rundhof ansässig. Unter den Rumohr wurde die Gutsanlage im 18. Jahrhundert vollkommen umgestaltet und ein neues Herrenhaus errichtet. 
So stammen unter anderem der Landrat Hans von Rumohr und später der Generallandschaftsdirektor von Schleswig-Holstein und damit der höchste Beamte der Ritterschaft August von Rumohr aus dem Haus Rundhof. Für Gut Rundhof wurde einst ein Familienfideikommiss gestiftet.
Gut Rundhof wird bis in die Gegenwart bewirtschaftet und ist für Besucher üblicherweise nicht zugänglich. Das Herrenhaus ist von öffentlichen Wegen begrenzt von außen zu besichtigen, jedoch finden im Kuppelsaal des Vestibüls gelegentliche Konzerte statt. Das ehemalige Verwalterhaus der Gutsanlage wird an Feriengäste vermietet.

## Baulichkeiten

### Das Herrenhaus

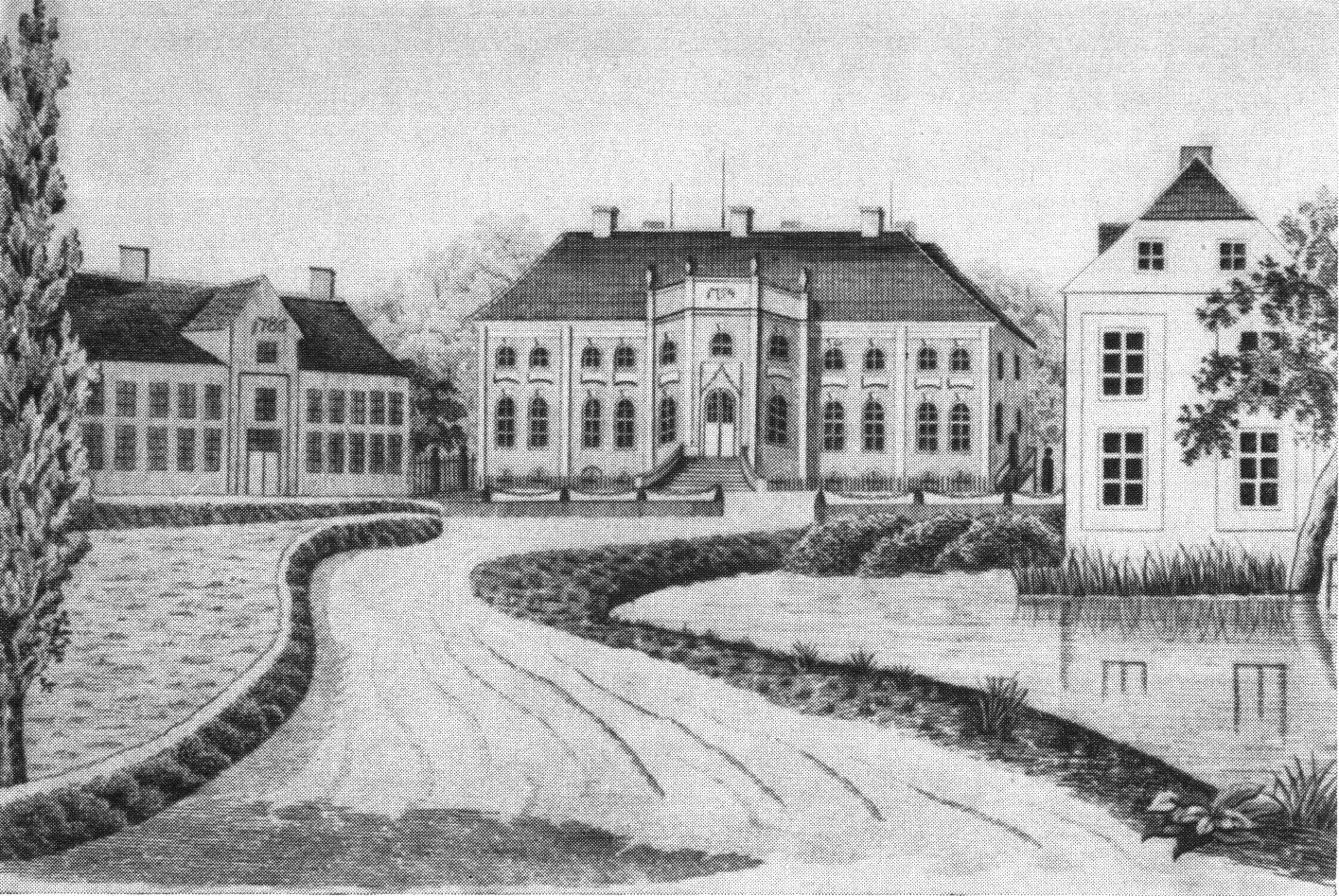
Hofansicht von Gut Rundhof, Zeichnung um 1800

Das auch oft als Schloss bezeichnete Herrenhaus wurde von 1753 bis 1755 errichtet. Die ursprünglichen Pläne stammten von dem Architekten Johann Gottfried Rosenberg, die Ausführung übernahm der aus Bayern stammende Georg Greggenhofer, der später zum Eutiner Hofbaumeister und damit zu einem der bedeutendsten Architekten Schleswig-Holsteins in dieser Zeit aufsteigen sollte. Rundhof war sein erstes umfangreicheres Werk in den Herzogtümern. 
Das Herrenhaus gehört zu den größten Barockbauten seiner Zeit im Herzogtum Schleswig. Der quaderförmige, elfachsige Bau ist so tief, dass das Gebäude von zwei parallelen Dächern überspannt wird, womit es an die regionale Bautradition des Doppelhauses anknüpft. Der Bau besteht aus einem niedrigen Keller- und zwei Vollgeschossen und ist vollständig aus Backstein errichtet. Hofseitig springt ein polygonaler Risalit hervor, der von einer vasengeschmückten Attika bekrönt wird, die Gartenfassade ist mit einem nur flach hervorspringenden Risalit schlichter gehalten. Das spätbarocke Gebäude wurde von 1785 bis 1790 im Stil des Klassizismus um- und ausgebaut. Der Mittelpunkt des Herrenhauses wird nach typisch barocker Art durch das hofseitig gelegene Vestibül und dessen Gegenstück, den westlich gelegenen Gartensaal gebildet. Auf beiden Seiten des Gebäudes schließen sich je links und rechts zwei Salons an die Festräume an, die Querachse des Herrenhauses wird durch große Korridore gebildet, welche die Wohnräume untereinander verbinden. Die dekorative Ausstattung der Räume schuf der italienische Stuckateur Francesco Antonio Tadey. 

### Umgebung
Das Herrenhaus steht auf einer von teichartigen Wassergräben gebildeten Hofinsel. Es wird in östlicher Richtung von zwei Kavaliersbauten flankiert, so dass sich eine dreiflügelige Anlage um einen Ehrenhof bildet. Die Gebäude stammen wie das Herrenhaus aus dem 18. Jahrhundert. In Richtung der Zufahrt befanden sich große Wirtschaftsbauten, die noch den Entwürfen Johann Rosenbergs entstammten, jedoch 1968 bei einem Großfeuer zerstört wurde. Der einstmalige Barockgarten wurde im 19. Jahrhundert in einen Landschaftsgarten umgestaltet. Er befindet sich auf Privatgelände und ist nicht öffentlich zugänglich.